# Kaibauk

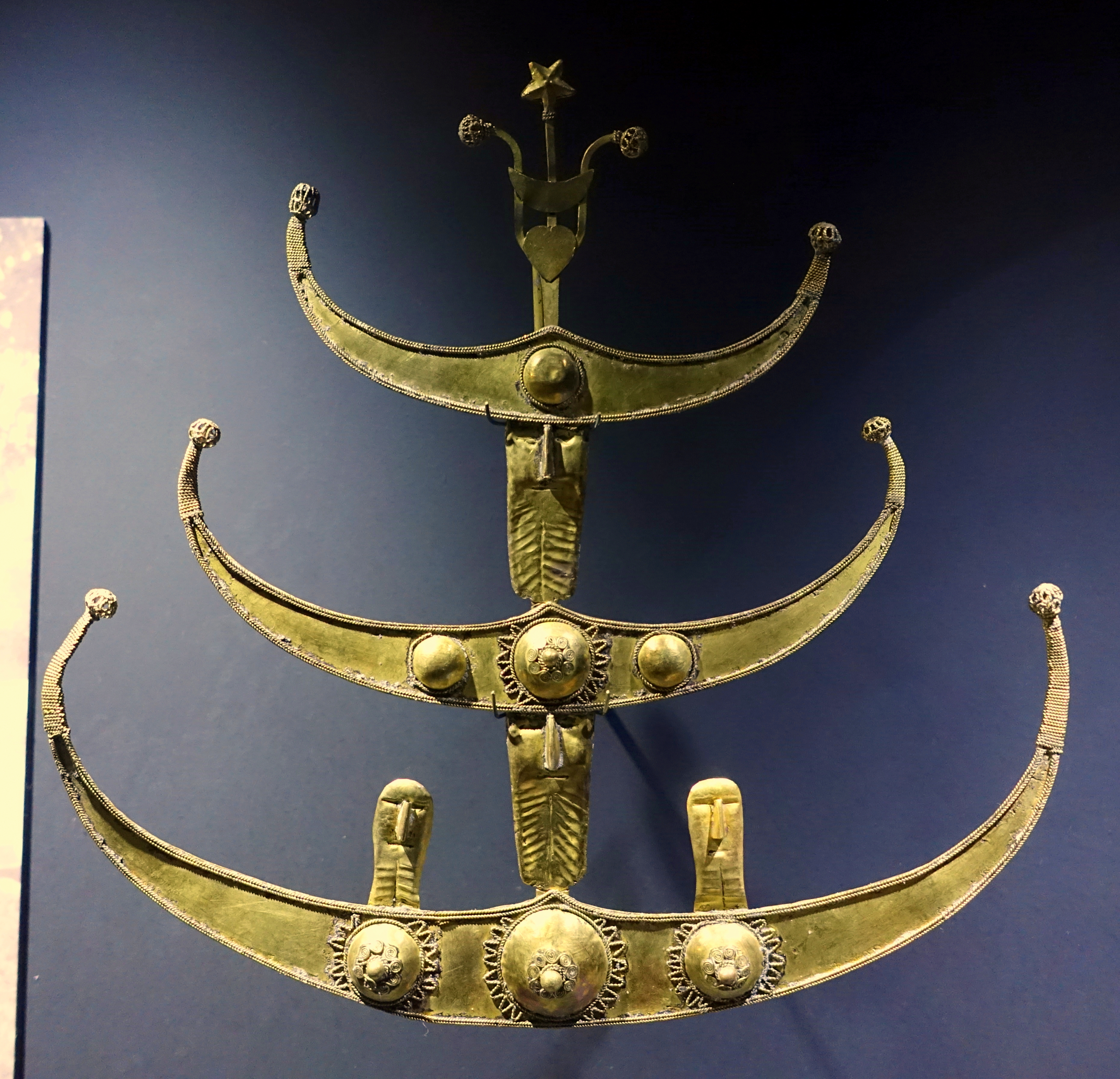
Mehrstufiges Kaibauk aus Osttimor

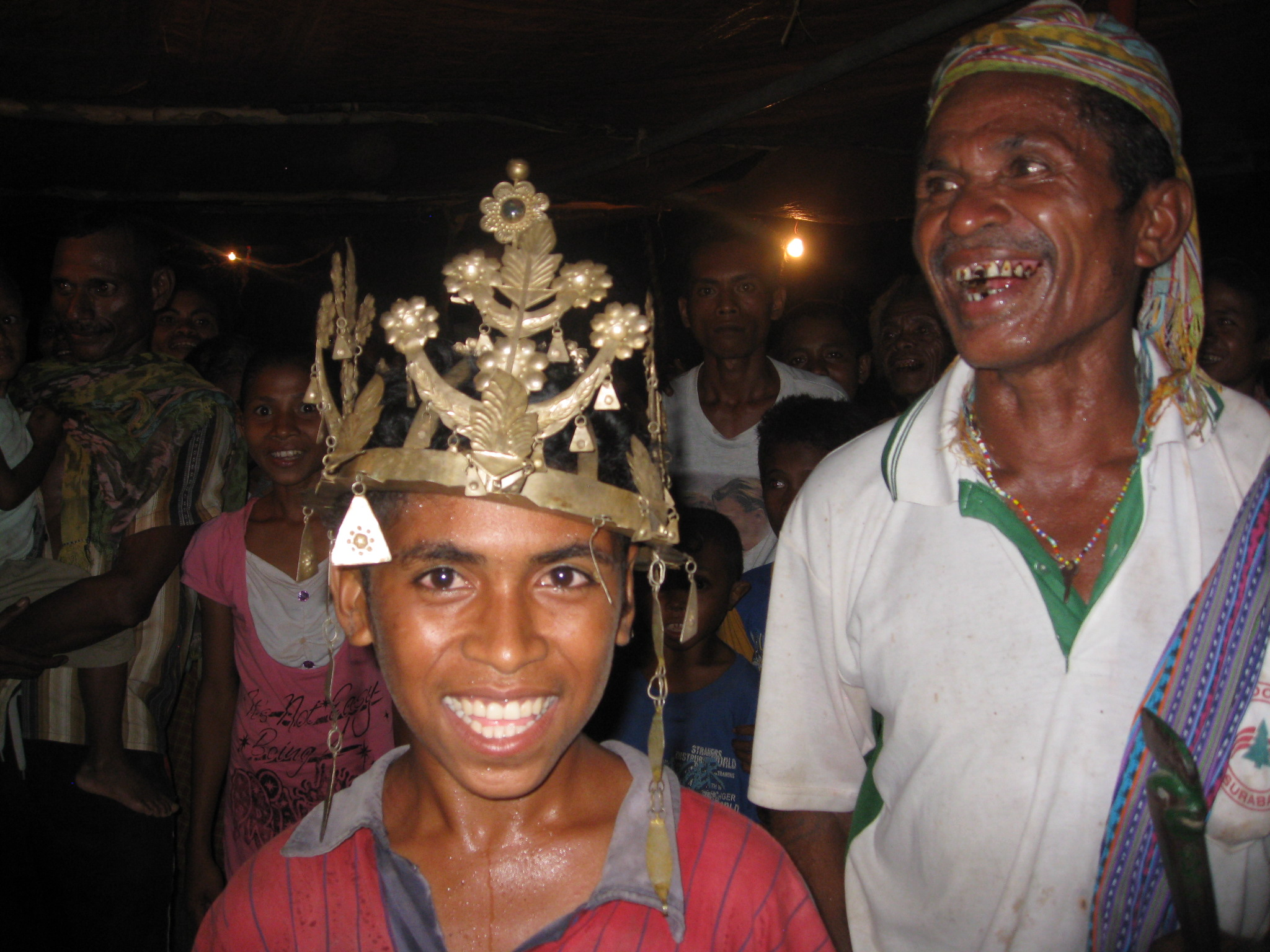
Kaibauk in Oe-Cusse Ambeno

Der auf Tetum als Kaibauk bezeichnete Kopfschmuck ist ein traditionelles, timoresisches Herrschaftssymbol der Liurai (timoresischer Herrscher), das sowohl von Männern als auch von Frauen wie eine Krone auf dem Kopf getragen wird. Auf Naueti wird das Kaibauk wula soru genannt.

## Hintergrund
Das Kaibauk besteht traditionell aus Silber und hat die Form der Hörner des Wasserbüffels. Manchmal sind diese mit weiteren Hörnern oberhalb durch eine Stange verbunden. Sie sind männliche Symbole, die gleichzeitig mit der Sonne, Hitze, Aktivität, Sicherheit und politische Macht in Verbindung gebracht werden. Das weibliche Pendant zum Kaibauk ist das Belak, eine runde Bronzescheibe als Symbol des Mondes, die auf der Brust getragen wird. Das Weibliche wird mit Kälte, Passivität, Fruchtbarkeit und ritueller Macht gleichgesetzt. Kaibauk und Belak zusammen symbolisieren, indem sie sich ergänzen, Harmonie und Balance.
Seine Wurzeln hat das Kaibauk in der animistischen traditionellen Religion Timors. Noch heute findet man auf den Gräbern Angehöriger der timoresischen Adelsfamilien Büffelhörner, obwohl die meisten Timoresen inzwischen Katholiken sind.
Verwendung findet das Symbol auch auf der Vorderseite der Münzen Osttimors und in der osttimoresischen Heraldik. So findet es sich in Wappen und Flaggen von den ehemaligen Widerstandsbewegungen FALINTIL und CNRT oder auch in den Flaggen mehrerer osttimoresischer Parteien, wie KOTA, PDRT, PPT, UDT und UNDERTIM.
Papst Franziskus deutete bei seinem Besuch in Osttimor 2024 Kaibauk und Belak in einem christlichen Sinne. Die Kaibauk bedeute Energie und Wärme und könne „die lebensspendende Kraft Gottes darstellen“. Weil die Kaibauk als Krone am Kopf getragen wird, zeige es, „dass auch wir mit dem Licht des Wortes Gottes und mit der Kraft seiner Gnade durch unsere Entscheidungen und Handlungen am großen Heilsplan mitwirken können.“ Das Belak, wird auf der Brust getragen und ergänze das erste. Es erinnere laut Franziskus an den Mondschein, „der in der Nacht das Licht der Sonne bescheiden reflektiert“. Das Belak stehe für Frieden, Fruchtbarkeit, Sanftheit und mithin für „die Zärtlichkeit der Mutter, die mit dem zarten Widerschein ihrer Liebe alles, was sie berührt, mit demselben Licht erstrahlen lässt, das sie von Gott empfängt.“ Mit diesen beiden Eigenschaften interpretierte der Papst, „Kraft und Zärtlichkeit von Vater und Mutter“, zeige Gott „sein Königtum, das aus Liebe und Barmherzigkeit besteht“.

## Galerie

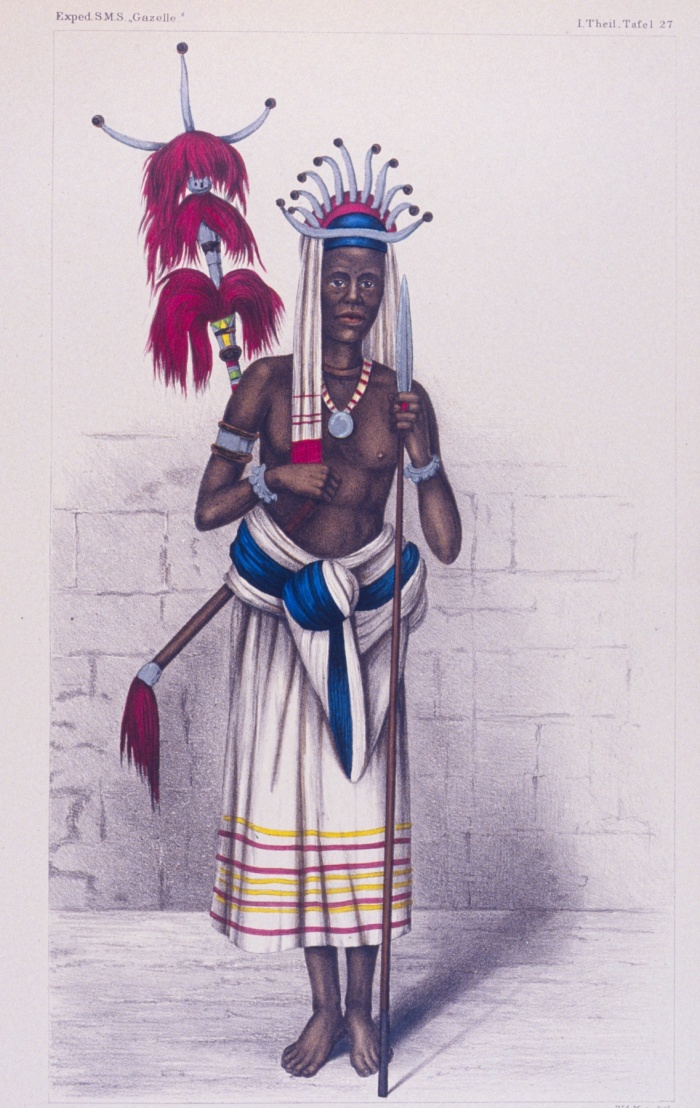
Westtimoresischer Krieger im Jahr 1875 auf einem alten Stich der Expedition der Gazelle
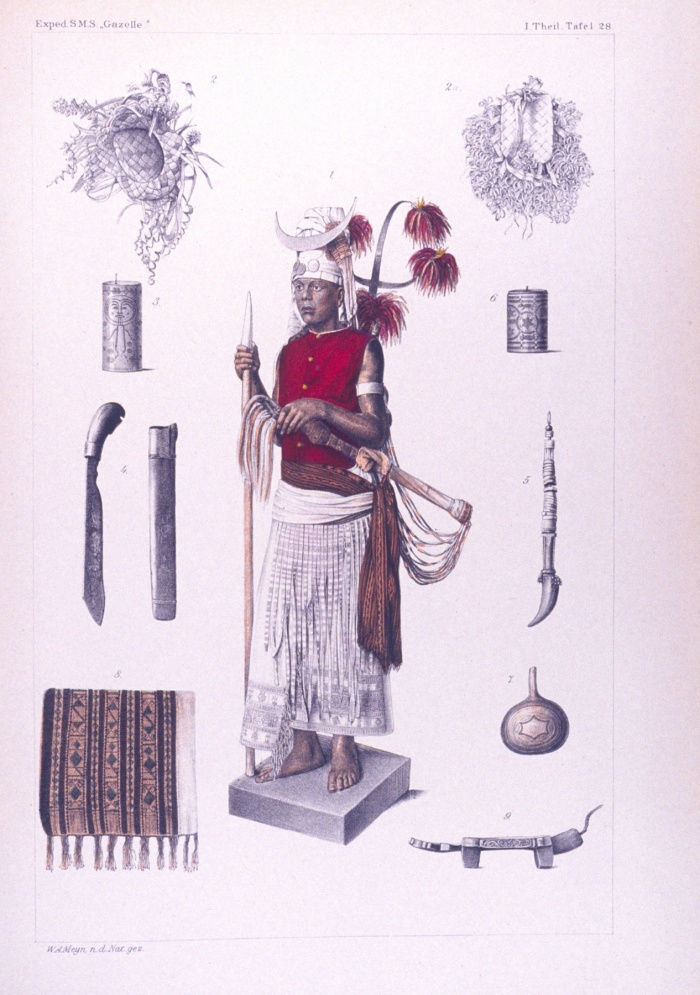
Westtimoresischer Krieger im Jahr 1875 auf einem alten Stich der Expedition der Gazelle
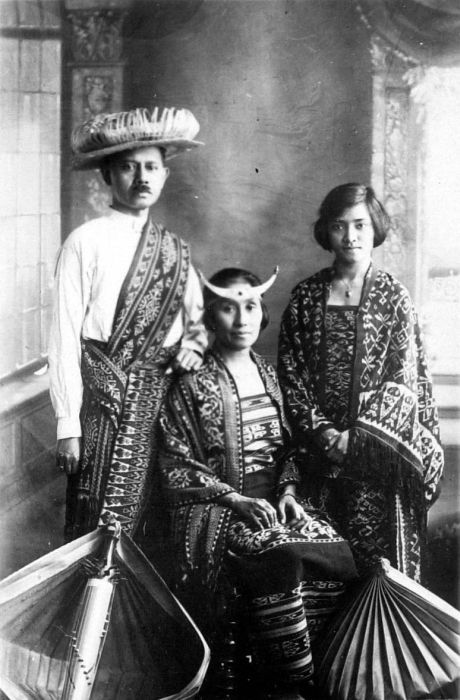
Westtimoresische Adlige während der Kolonialzeit mit einer Bambuszither Sasando links vorne
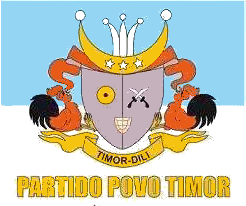
Flagge der PPT mit Kaibauk als Krone
Beim alten Wappen Osttimors ist die Kaibauk-Krone stilisiert
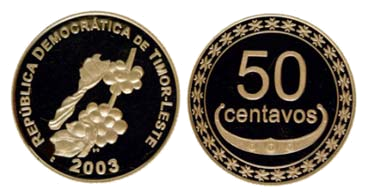
50-Centavos-Münze aus Osttimor. Das Kaibauk findet sich auf allen Münzen
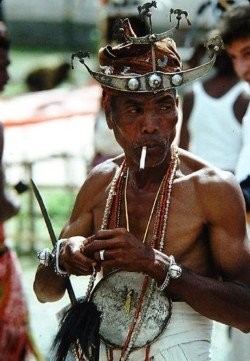
Kaibauk und Belak in Ermera
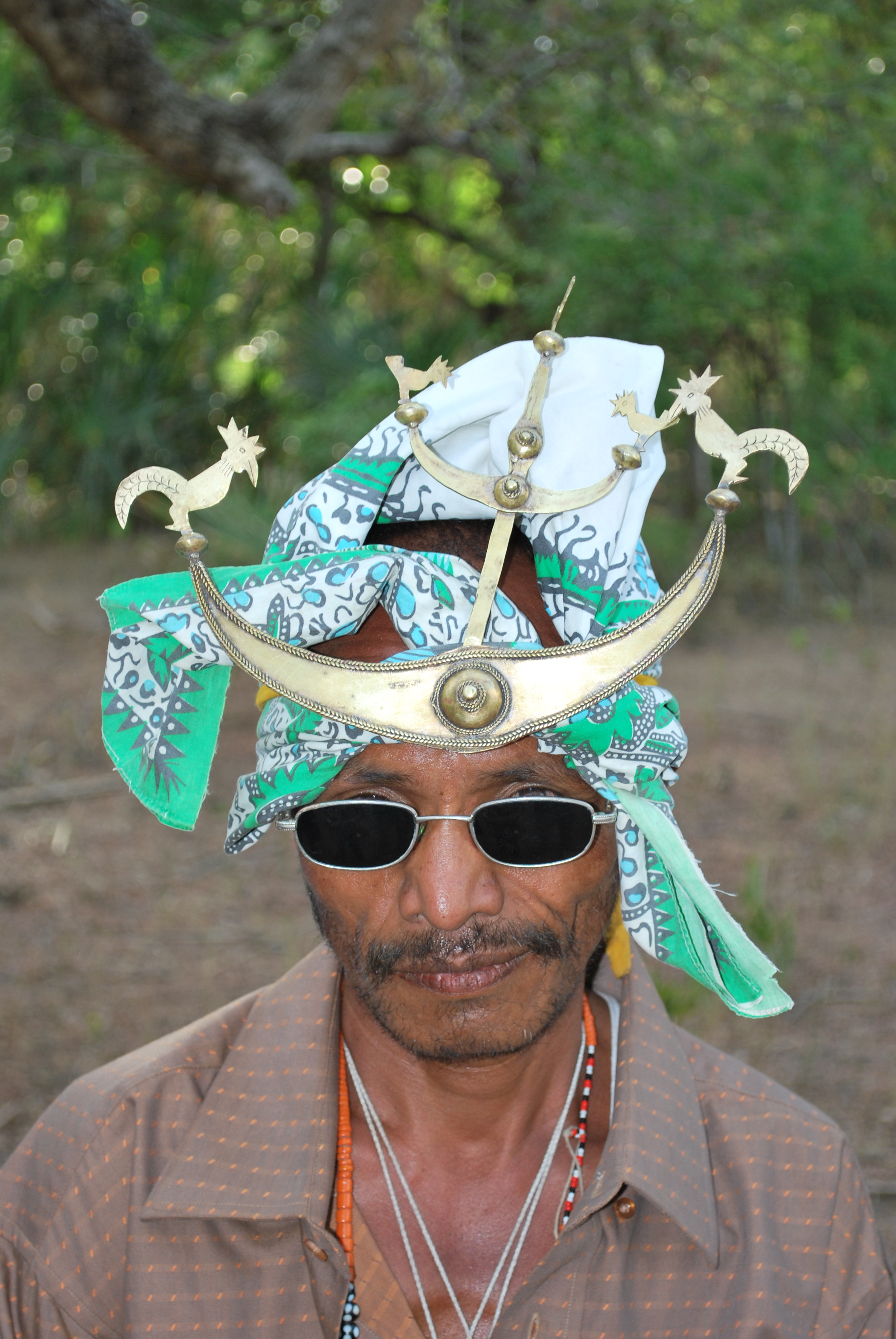
Kaibauk in Manatuto
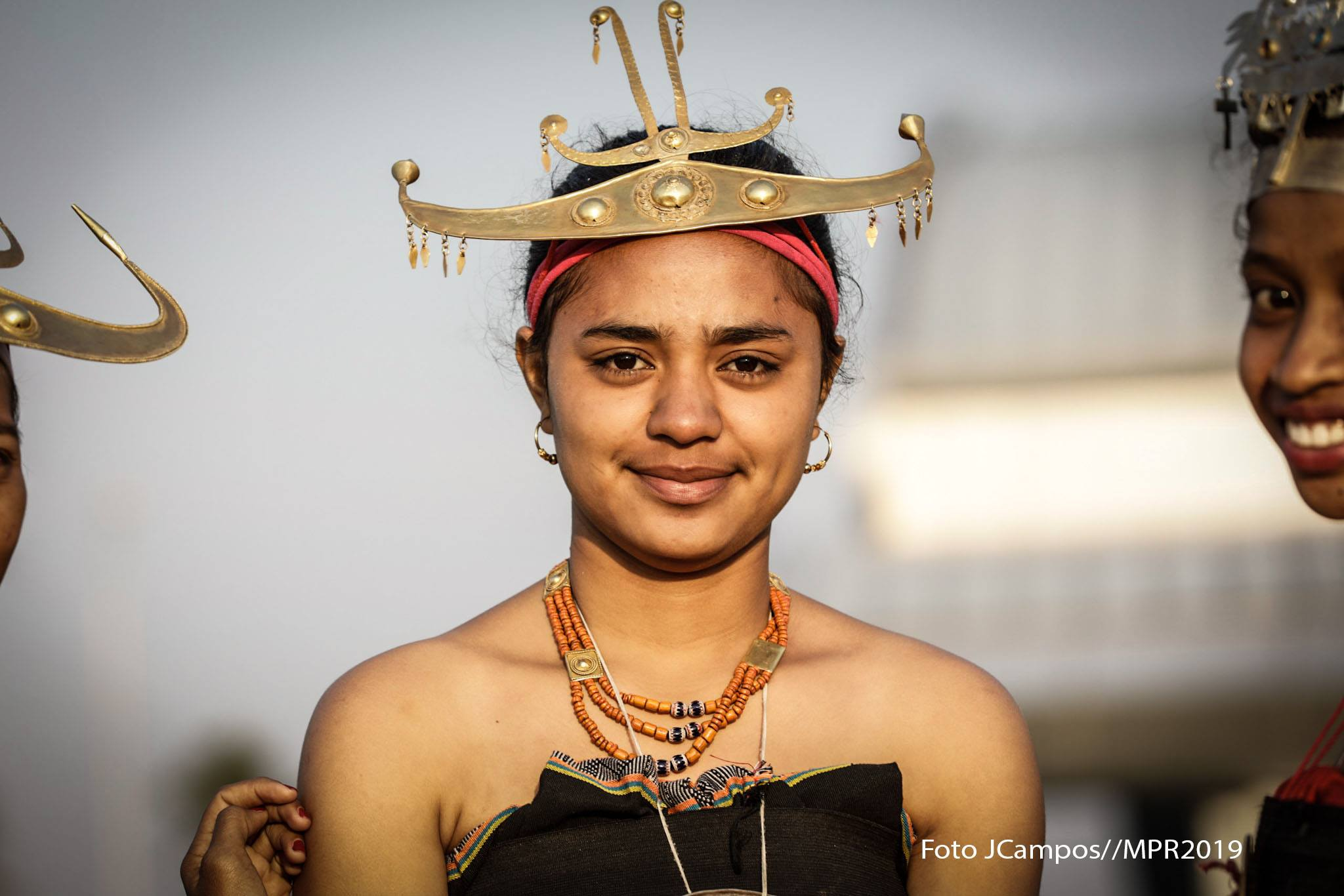
Kaibauk in Suai/Cova Lima
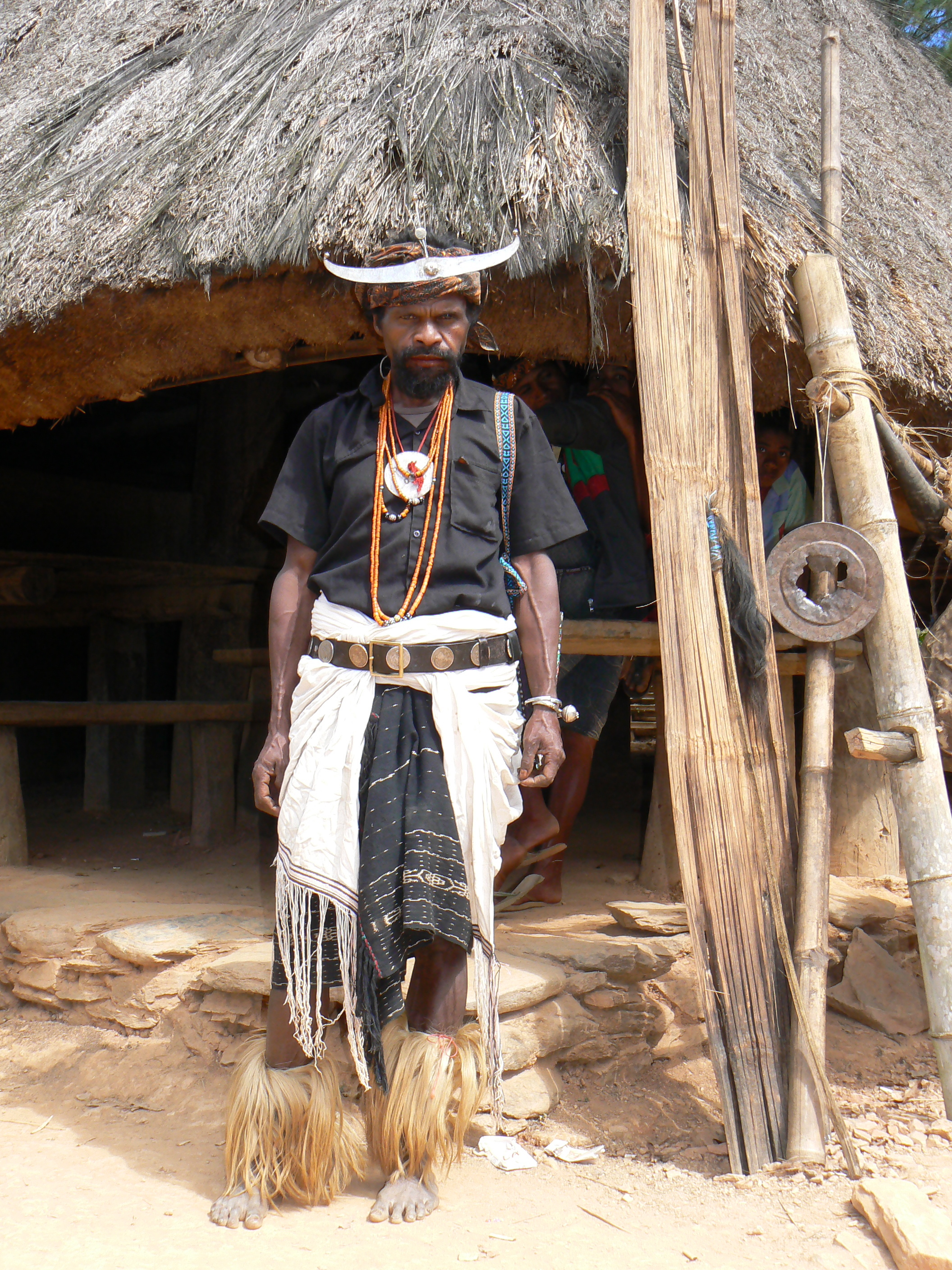
Kaibauk und Belak in Estado
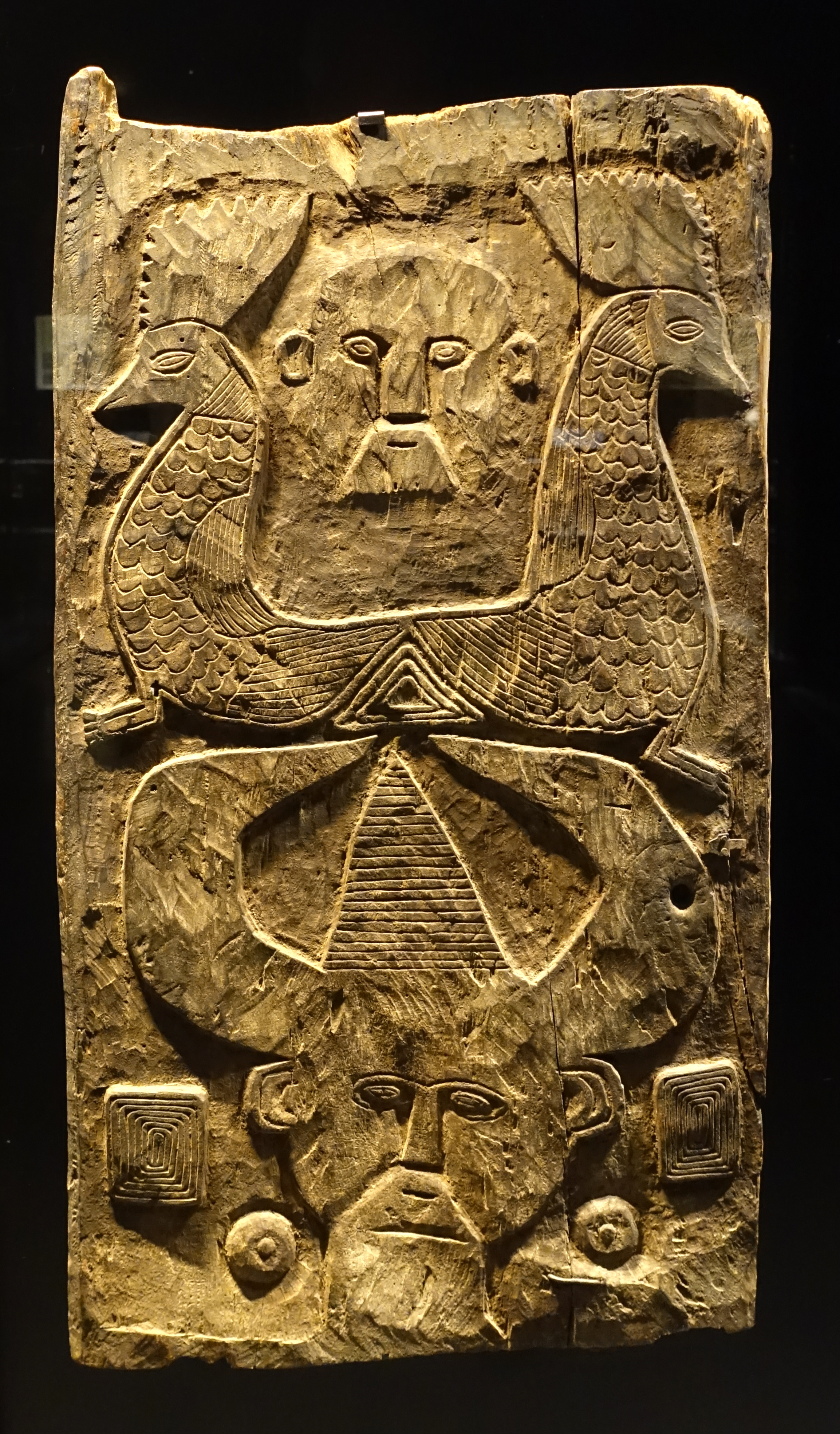
Tür mit geschnitzter Kaibauk aus Bobonaro (um 1920)